# Mortierella apiculata
Mortierella apiculata är en svampart som beskrevs av Marchal 1891. Mortierella apiculata ingår i släktet Mortierella och familjen Mortierellaceae.   Inga underarter finns listade i Catalogue of Life.